# Стодвадцятикомірник
| Стодвадцятикомірник                                                                 | Стодвадцятикомірник               |
| ----------------------------------------------------------------------------------- | --------------------------------- |
| Діаграма Шлегеля: проєкція (перспектива) стодвадцятикомірника в тривимірний простір |                                   |
| Тип                                                                                 | Правильний чотиривимірний політоп |
| Символ Шлефлі                                                                       | {5,3,3}                           |
| Комірок                                                                             | 120                               |
| Граней                                                                              | 720                               |
| Ребер                                                                               | 1200                              |
| Вершин                                                                              | 600                               |
| Вершинна фігура                                                                     | Правильний тетраедр               |
| Двоїстий політоп                                                                    | Шестисоткомірник                  |

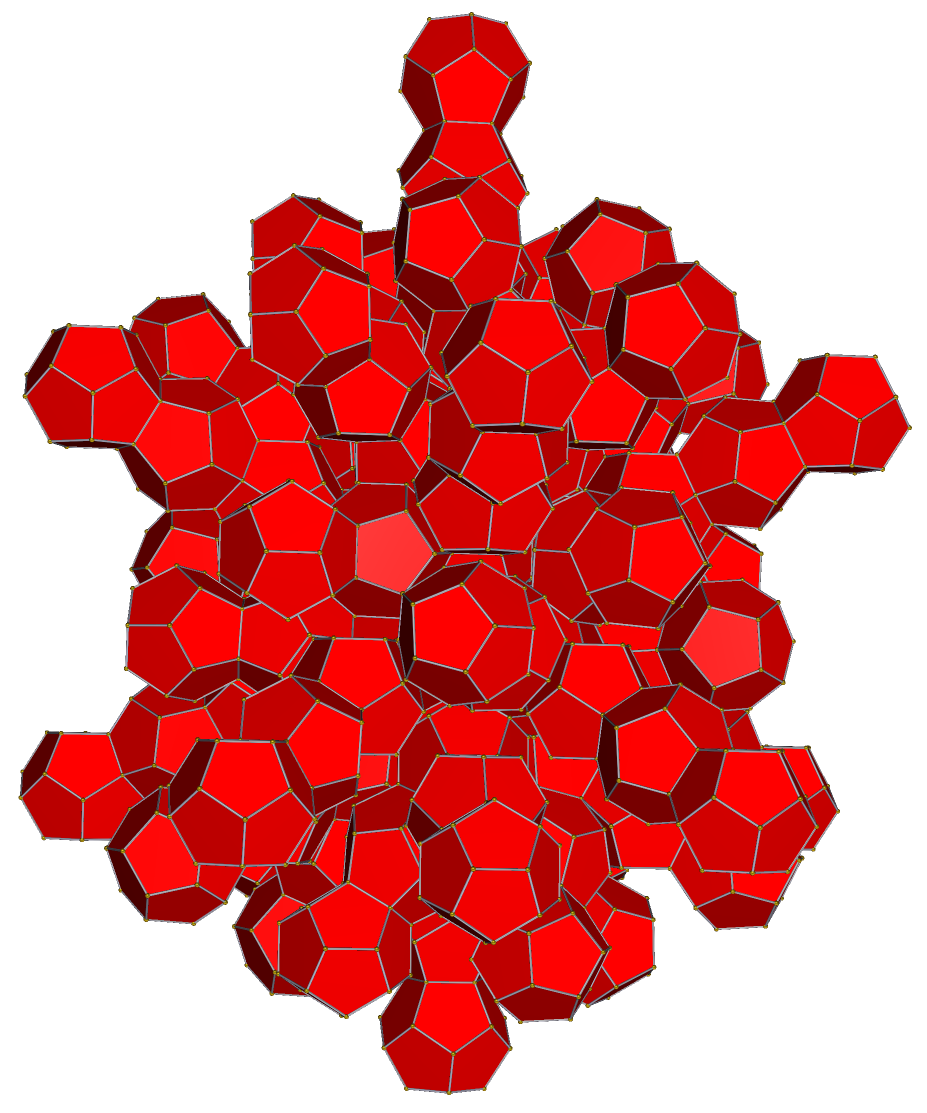
Розгортка

Пра́вильний стодвадцятикомі́рник, або просто стодвадцятикомі́рник — один із шести правильних багатокомірників у чотиривимірному просторі. Відомий також під іншими назвами: гекатонікосахор (від дав.-гр. ἑκατόν — «сто», εἴκοσι — «двадцять» і χώρος — «місце, простір»), гіпердодекае́др (оскільки є чотиривимірним аналогом додекаедра), додекаплекс (тобто «комплекс додекаедрів»), полідодека́едр. Двоїстий шестисоткомірнику.
Відкрив Людвіг Шлефлі в середині 1850-х років. Символ Шлефлі стодвадцятикомірника — {5,3,3}.
Усі 9 його зірчастих форм — правильні зірчасті багатокомірники. З 10 правильних зірчастих багатокомірників лише один не є зірчастою формою стодвадцятикомірника.

## Опис
Обмежений 120 тривимірними комірками — однаковими додекаедрами. Кут між двома суміжними комірками дорівнює рівно {\displaystyle 144^{\circ }}.
Його 720 двовимірних граней — однакові правильні п'ятикутники. Кожна грань відокремлює 2 комірки, що прилягають до неї.
Має 1200 ребер однакової довжини. На кожному ребрі сходяться по 3 грані та по 3 комірки.
Має 600 вершин. У кожній вершині сходяться по 4 ребра, по 6 граней та по 4 комірки.

## В координатах
Стодвадцятикомірник можна розмістити в декартовій системі координат так, щоб:
- координати 24 його вершин були різноманітними перестановками чисел {\displaystyle (0;0;\pm 2;\pm 2);}

- координати 64 вершин — різноманітними перестановками {\displaystyle (\pm 1;\pm 1;\pm 1;\pm {\sqrt {5}});}

- координати 64 вершин — різноманітними перестановками {\displaystyle (\pm \Phi ^{-2};\pm \Phi ;\pm \Phi ;\pm \Phi ),} де {\displaystyle \Phi ={\frac {1+{\sqrt {5}}}{2}}} — відношення золотого перетину;

- координати 64 вершин — різноманітними перестановками {\displaystyle (\pm \Phi ^{-1};\pm \Phi ^{-1};\pm \Phi ^{-1};\pm \Phi ^{2});}

- координати 96 вершин — різноманітними парними перестановками {\displaystyle (0;\pm \Phi ^{-2};\pm 1;\pm \Phi ^{2});}

- координати 96 вершин — різноманітними парними перестановками {\displaystyle (0;\pm \Phi ^{-1};\pm \Phi ;\pm {\sqrt {5}});}

- координати решти 192 вершин — різноманітними парними перестановками {\displaystyle (\pm \Phi ^{-1};\pm 1;\pm \Phi ;\pm 2).}

Початок координат {\displaystyle (0;0;0;0)} буде при цьому центром симетрії багатокомірника, а також центром його вписаної, описаної та напівуписаних тривимірних гіперсфер.

## Проєкція обертового стодвадцятикомірника в тривимірний простір

Вигляд зовні

Вигляд зсередини

## Метричні характеристики
Якщо стодвадцятикомірник має ребро довжини {\displaystyle a,} то його чотиривимірний гіпероб'єм і тривимірна гіперплоща поверхні виражаються відповідно як
{\displaystyle V_{4}={\frac {15}{4}}\left(105+47{\sqrt {5}}\right)a^{4}\approx 787{,}8569810a^{4},}
{\displaystyle S_{3}=30\left(15+7{\sqrt {5}}\right)a^{3}\approx 919{,}5742753a^{3}.}
Радіус описаної тривимірної гіперсфери (що проходить через усі вершини багатокомірника) при цьому дорівнюватиме.
{\displaystyle R={\frac {1}{2}}\left({\sqrt {10}}+3{\sqrt {2}}\right)a\approx 3{,}7024592a,}
радіус зовнішньої напівуписаної гіперсфери (що дотикається до всіх ребер у їхніх серединах)
{\displaystyle \rho _{1}={\frac {1}{2}}\left({\sqrt {15}}+2{\sqrt {3}}\right)a\approx 3{,}6685425a,}
радіус внутрішньої напівуписаної гіперсфери (що дотикається до всіх граней у їхніх центрах)
{\displaystyle \rho _{2}={\sqrt {{\frac {1}{10}}\left(65+29{\sqrt {5}}\right)}}\;a\approx 3{,}6034146a,}
радіус уписаної гіперсфери (що дотикається до всіх комірок у їхніх центрах)
{\displaystyle r={\frac {1}{4}}\left(7+3{\sqrt {5}}\right)a\approx 3{,}4270510a.}